# Oteșani
Oteșani – wieś w Rumunii, w okręgu Vâlcea, w gminie Oteșani. W 2011 roku liczyła 1253 mieszkańców.